# 第一丁卯
|          |                                                                            |
| 艦歷     |                                                                            |
| 建造所   | （英国伦敦）                                                               |
| 起工     |                                                                            |
| 下水     | 1867年                                                                     |
| 竣工     | 1867年                                                                     |
| 就役     | 慶應4年1月（1868年1月から2月）長州藩購入 明治3年5月8日（1870年6月6日）献納 |
| 喪失     | 1875年8月9日                                                               |
| 除籍     |                                                                            |
| 要目     |                                                                            |
| 排水量   | 236吨                                                                      |
| 全長     | 長：36.58m                                                                 |
| 全宽     | 宽：6.40m                                                                  |
| 吃水     | 2.29m                                                                      |
| 动力     | 横置直道式往复式1具 60馬力（IHP）                                          |
| 速力     | 5节                                                                        |
| 航続距離 |                                                                            |
| 燃料     |                                                                            |
| 乗員     |                                                                            |
| 兵装     | 5.9英寸砲1門 5.5英寸後装砲1門                                              |

第一丁卯（だいいちていぼう）是一艘日本海軍軍艦。原本是長州藩订购的一艘三桅纵帆船型木质轮船。
「丁卯」是天干地支中的一个，对应幕末时期的庆应3年（1867年）。在这一年英国为長州藩建造的軍艦有「第一丁卯」和「第二丁卯」。由于是同一年建造，所以加第一和第二以示区別。

## 艦歷
建造時暂称为「ヒンダ（Hinda）」，在英国伦敦建造，慶應4年1月（1868年1月至2月间）長州藩購入，最初的艦名为「丁卯丸」。另有文献资料指出建造时间为慶應2年（1866年），竣工及返航日本的时间是慶應4年（1868年）。
同慶應4年2月20日（1868年3月13日）被明治政府征用，同年5月（同7月）在寺泊沖海戦中迫使旧幕府輸送艦「順動丸」自沉。翌年参加箱館湾海战。
明治3年（1870年）被献納给政府，同年5月8日（1870年6月6日）兵部省由所管并改名为「第一丁卯艦」。
明治4年11月15日（1871年12月26日）定级为六等艦。
明治5年2月（1872年3月前後）起至翌年1月从事測量任務。
1875年（明治8年）为打击偷猎海獺的行为而被派遣往择捉岛，8月9日由于濃霧以及航图错误、在择捉岛以西触礁。应当指出的是当時的艦長是日后甲午战争时期第一遊撃隊司令官坪井航三。

## 艦長
- 坪井航三 少校：1874年8月13日 -

## 脚注
1. ↑  要目は《幕末の蒸気船物語》による。排水量125トンとする資料もあるが、船体寸法に対して明らかに小さいとしている。根据《日本海軍史》记载排水量125吨、長39.4m、宽6.6m、吃水2.4m、60馬力、速力3.0节。
2. ↑  根据《幕末の蒸気船物語》。根据《日本海軍史 第7巻》记载为8門。根据《聯合艦隊軍艦銘銘伝》记载为砲6門。
3. ↑  据《日本海軍史》p462以及《幕末の蒸気船物語》p141。据《聯合艦隊軍艦銘銘伝》p203为「ベンダ」。
4. ↑  《聯合艦隊軍艦銘銘伝》p203。

## 関連項目
- 大日本帝国海軍艦艇列表
- 第二丁卯